# Jenks-Caspall-Algorithmus
Der Jenks-Caspall-Algorithmus ist ein statistisches Verfahren zur automatischen Klassifikation von Werten anhand von sogenannten Natural Breaks (etwa: natürliche Unstetigkeiten), d. h., es wird versucht, die Unterschiede innerhalb einer Klasse zu minimieren und die Unterschiede zwischen den Klassen zu maximieren. Das Verfahren wurde von George Frederick Jenks (1916–1996) und Fred Caspall in den 1960er-Jahren erdacht.
Es wird in zwei unterschiedlichen Großschritten die Summe der absoluten Abweichungen vom Klassenmittel minimiert, indem Werte zwischen den Klassen verschoben werden:
1. re-iterative Cycling: Die Werte am Rand einer jeden Klasse werden mit dem Mittelwert ihrer eigenen Klasse und dem Mittelwert der nächsthöheren Klasse verglichen. Liegt ein Wert näher am Mittel der benachbarten Klasse, wird er in diese verschoben. Dies wird solange iterativ durchgeführt, bis keine weitere Optimierung mehr möglich ist.
2. forced Cycling: Es werden Werte willkürlich in eine benachbarte Klasse verschoben. Anschließend wird iterativ optimiert und geprüft, ob der gesamte Vorgang eine Verbesserung gebracht hat, d. h., ob die Summe der Abweichungen vom Klassenmittel geringer geworden ist. Falls nicht, werden die Werte wieder zurück verschoben.

Der Algorithmus wird beispielsweise in der Geografie zur Klassifikation von Rasterdaten in Geoinformationssystemen eingesetzt.
Laut Jenks und Caspall bietet er keine optimale Lösung für das Problem der Natural Breaks, war zum Zeitpunkt seiner Veröffentlichung jedoch das Beste, was sie finden konnten.